# قصر ابن وردان
قصر ابن وردان هوا مبنا تاريخي تم بنائه في القرن الخامس الميلادي  في سوريا ويقع في محافظة حماه ويبعد عنها 60 كيلو متر تم بنائه في عهد الملك البيزنطي جستنيان ويضم ثلاث ابنيه القصر نفسه ومبنا الكنيسة ومعسكر الجيش يتميز القصر ببنائه البيزنطي والعربي بئانً واحد اذ تم بنائه في عهد البيزنطيين ولكن بشكل عربي جميل ويشبه الى حدً ما قصر العظم في دمشق القديمة 
قصر ابن وردان أو دير القبة : هو قصر تاريخي يعود لفترة الإمبراطور جوستنيان. وهو آبدة تاريخية وأثرية في سوريا ذات ندرة معمارية وفنية فهو يمتاز بالنوعية المادية من جهة والأسلوب والنسق المعماري من جهة أخرى.

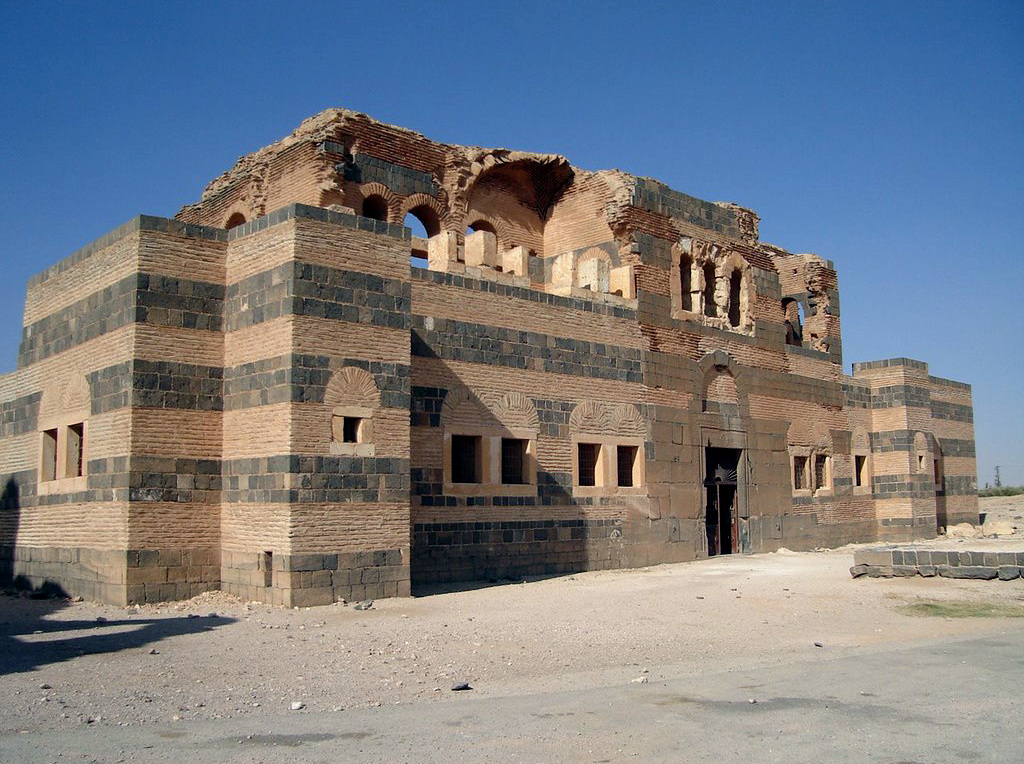
بقايا قصر ابن وردان

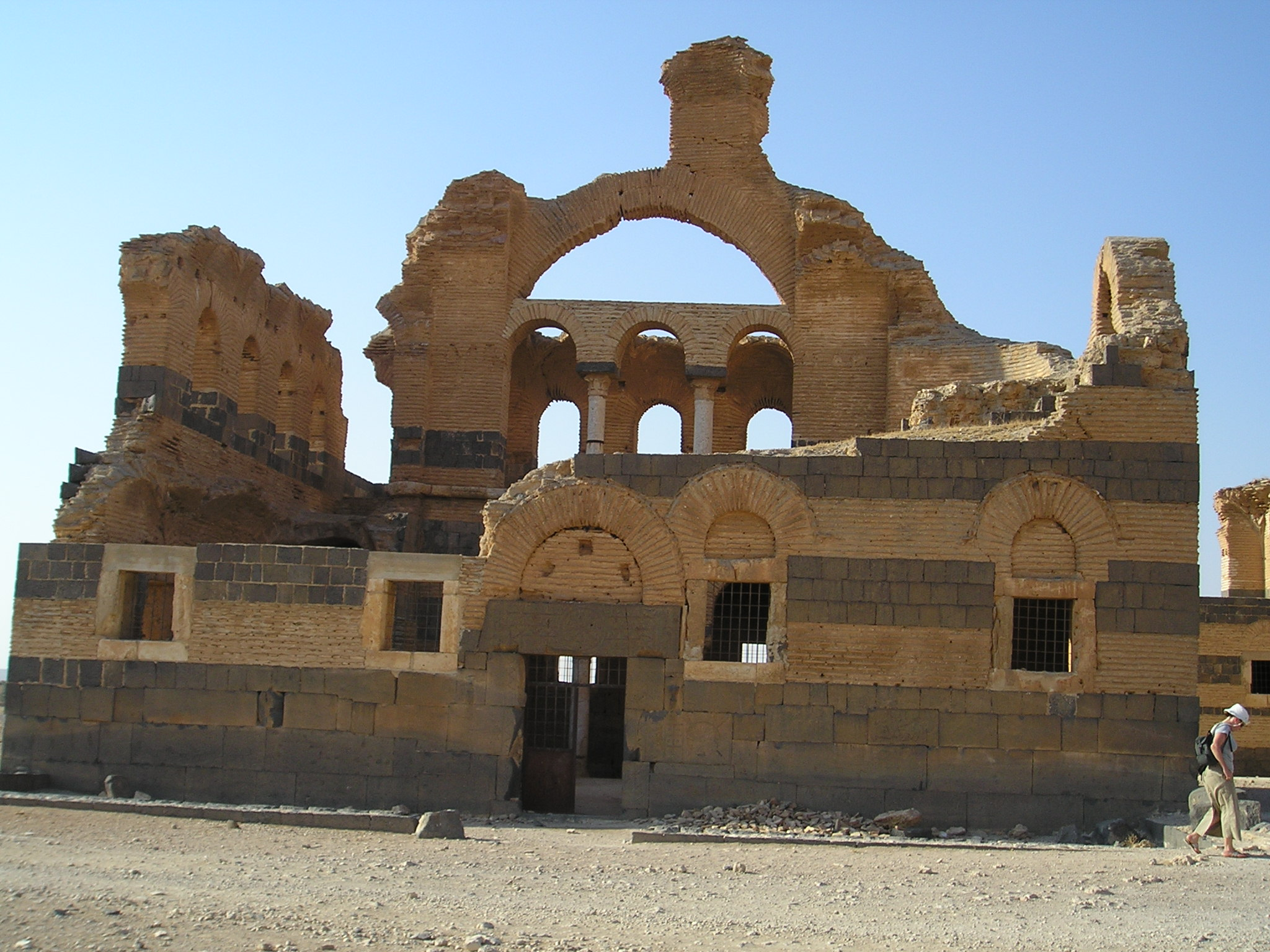
بقايا الكنيسة

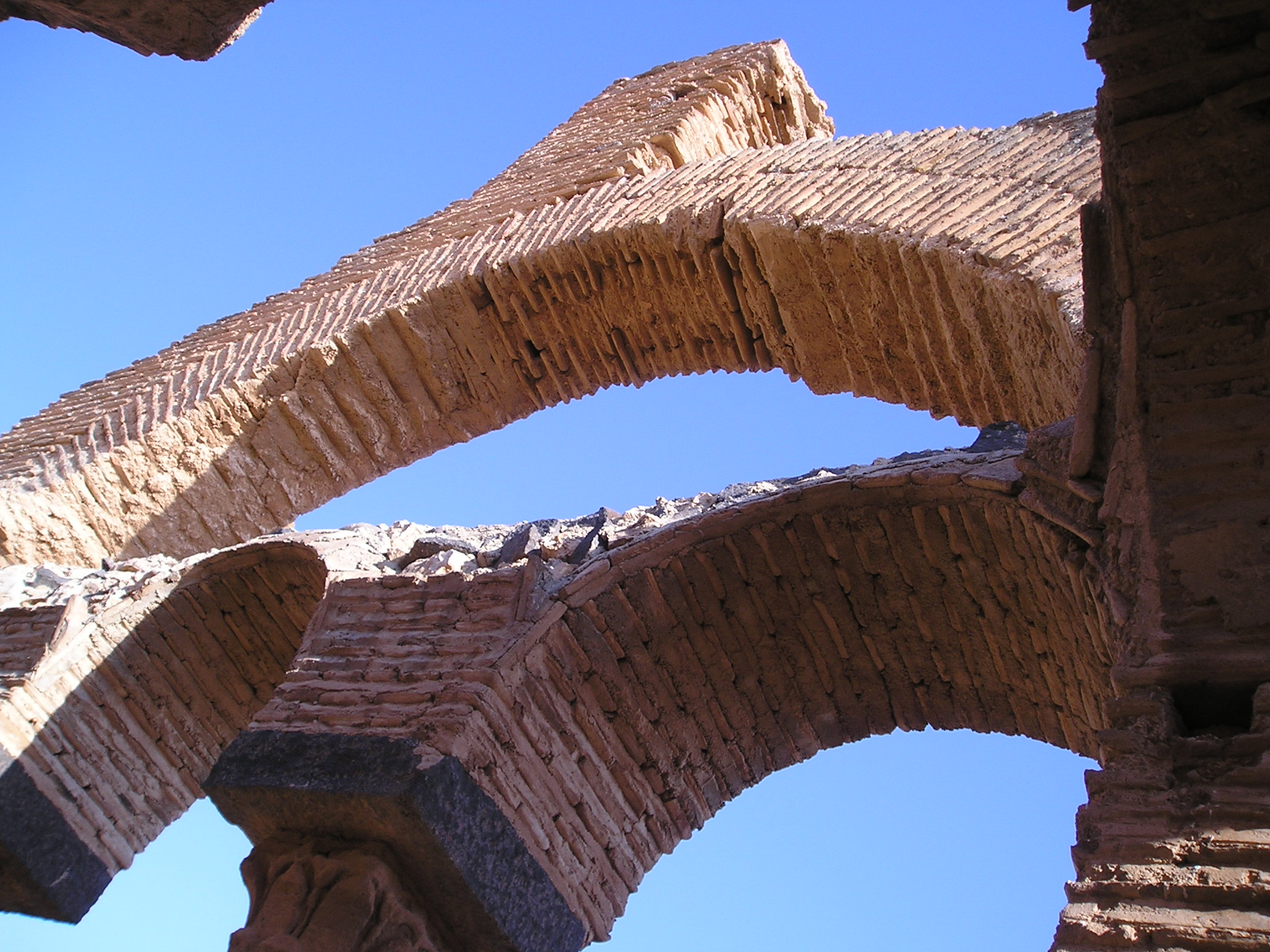
جسور بقايا الكنيسة

## قصر ابن وردان
يقع القصر إلى الشرق من مدينة حماة السورية بمسافة /60/ كم حيث تتجلى مجموعة أبنية أثرية ثلاث تلوح للقادم إليها على بعد وكأنها طيف مدينة عظيمة تتكون من ثلاث كتل أبنية:
- القصر
- الكنيسة للغرب من القصر
- المعسكر للجنوب من القصر.

## الأسلوب المعماري
يمتاز القصر بأسلوب يسمى بالأبلق (أي تناوب الأحجار في صفين ولونين مختلفين أثناء البناء) وهذا التناوب قائم في أرجاء القصر بةًخروف راس خاركوف يفرك عجم فة إلى تناوب ما بين صفوف آجرية وملاط ممزوج بالحصى صفوف من الحجر البازلتي والمداخل هي عبارة عن قطع حجارة بازلتية كبيرة وهو من الناحية التاريخية هو عبارة عن تتويج لعهد بيزنطي سلف وتمهيدًا لعصر عربي وإسلامي خلف.
من الناحية المعمارية نستطيع أن نلمس الازدهار الغني والعمراني في كل قسم من أقسامه.

## تسمية القصر
من الواضح أن التسمية والنسبة لابن وردان ما هي إلا عربية صرفة ومتأخرة عن بناء القصر وليس في الحقيقة أن يكون ابن وردان هو صاحب البناء أو منفذّه.
وإنما النسبة هي لشخصية بدوية ذات نفوذ عرفت منذ ثلاثة قرون تقريبًا (بابن وردان) حيث اتخذت هذه الشخصية القصر نزلًا بها (في الذهاب والإياب).
حيث كانت عادة البدو أن تنتسب المواقع لمن يضع يده عليها من بينهم ولو لفترة قصيرة. ويرجح أن ابن وردان من قبيلة عنزة،
ويعرف أيضاً باسم دير الأقواس .

## أقسام المجموعة الأثرية
- 1- قصر عظيم صليبي الشكل.
- 2- كنيسة مربعة كبيرة ومقبية.
- 3- ثكنة عسكرية ضخمة

يلاحظ وجود تاريخ 562-564 على النوافذ العليا للكنيسة والقصر.

## زمن بناء القصر
يعود تاريخ القصر إلى عهد الإمبراطور جوستنيان.

## القصر
هو أجمل المنشآت الثلاث وأعظمها شأنًا وأوسعها عمرانًا صليبي الشكل ويشغل بناؤه مساحة تقدر بـ 2000م2 بشكل مربع تتوسطه باحة سماوية مربعة طول ضلعها /25.5م/ .

### القسم الجنوبي
يتكون من طابقين (قاعات كبيرة – غرف) يتوسط مجموعة هذا القسم إيوان كبير
القاعة الكبيرة عليها من الشرق والغرب قاعتان .

### القسم الشرقي
عبارة عن رواق ممتد للشمال واحد من الغرب سقفها عبارة عن عقود وسقف نفقي ينفتح على الباحة الداخلية وإلى الجنوب من هذا المدخل يوجد بئر ماء أثري .

### القسم الشمالي
عبارة عن صف واحد من الغرف يبرز عنه للخارج برجان صغيران .

### القسم الغربي
يتألف من ثماني غرف وفوقهما طابق آخر ما تزال دعائمه موجودة حتى الآن.

## وصلات خارجية
- الموقع الرسمي لمحافظة حماة